# Enfermedad autoinmunitaria
Una enfermedad autoinmunitaria, también enfermedad autoinmune, es una alteración causada por el sistema inmunitario de un individuo que ataca las células del propio organismo. En este caso, el sistema de protección se convierte en el agresor, y ataca y destruye a los propios órganos y tejidos corporales sanos en vez de protegerlos. Se da entonces una respuesta inmunitaria exagerada contra sustancias y tejidos que normalmente están presentes en el cuerpo.
Se han identificado más de ochenta enfermedades autoinmunitarias. Las más comunes son la enfermedad celíaca, la diabetes tipo 1, la artritis reumatoide, el lupus eritematoso sistémico y la esclerosis múltiple.

## Clasificación
- Enfermedades autoinmunitarias sistémicas (no órgano específicas): se producen cuando los anticuerpos atacan antígenos no específicos en más de un órgano en particular. Así, existe un grupo de enfermedades que, a pesar de tener algunos antígenos específicos de algunos órganos, no presentan exclusividad para estos, como por ejemplo la polimiositis. El mejor ejemplo para este tipo de enfermedades es el lupus eritematoso sistémico, que tiene una mayor frecuencia en mujeres en la mitad de su vida.
- Síndromes locales (órgano específicas): puede ser de carácter endocrino (diabetes mellitus tipo 1, enfermedad de Addison, tiroiditis de Hashimoto, etc.), dermatológico (pénfigo vulgar), o hematológico (anemia hemolítica autoinmunitaria), e involucra un tejido en particular.

### Específicas de órgano
- anemia perniciosa
- gastritis atrófica
- cirrosis biliar primaria
- colangitis esclerosante primaria
- colitis microscópica
- colitis linfocítica
- colitis ulcerosa
- diabetes mellitus tipo 1
- enfermedad de Crohn
- enfermedad de Graves
- hepatitis autoinmune
- miastenia de Lambert-Eaton
- mastitis granulomatosa idiopática
- miastenia gravis
- mixedema primario
- narcolepsia
- neuropatías
- oftalmía simpática
- pénfigo vulgar
- síndrome de Goodpasture
- síndrome de Miller Fisher
- tiroiditis de Hashimoto
- uveítis
- alopecia areata o alopecia autoinmune

### Multiorgánicas o sistémicas
- artritis reumatoide
- artritis reactiva
- algunas dermatitis
- enfermedad celíaca
- enfermedad de Behçet
- enfermedad de Whipple
- esclerodermia
- esclerosis lateral amiotrófica
- esclerosis múltiple y su variedad enfermedad de Devic
- Síndrome de Hughes-Stovin
- espondiloartropatía
- fibromialgia
- fiebre reumática
- granulomatosis de Wegener
- lupus eritematoso sistémico
- síndrome antifosfolípidos o síndrome de Hughes
- policondritis recidivante
- polimiositis y dermatomiositis
- polirradiculoneuropatía desmielinizante inflamatoria crónica
- psoriasis
- púrpura trombocitopénica inmune
- sarcoidosis
- síndrome de fatiga crónica
- síndrome de Guillain-Barré
- síndrome de Sjögren
- vasculitis sistémica
- vitiligo

## Etiología
En general, se acepta que la interacción entre los factores ambientales y los genes de susceptibilidad específicos es la responsable de la aparición de las enfermedades autoinmunitarias. Menos del 10 % de personas con una mayor susceptibilidad genética desarrollan la enfermedad, lo que sugiere un fuerte desencadenante ambiental, que afecta también al progreso y pronóstico de la enfermedad. La teoría actual es que los antígenos absorbidos por el intestino pueden estar involucrados.

### Teorías antiguas
Poco tiempo después de que las enfermedades autoinmunitarias fueran identificada por primera vez hace más de un siglo, los investigadores empezaron a asociarlas con infecciones víricas y bacterianas. Esta asociación se explicaba mediante un mecanismo denominado "imitación molecular", basado en el estrecho parecido entre antígenos (o, más correctamente, epítopos) de los microorganismos y autoantígenos. Esta teoría postula que la inducción de una respuesta inmunitaria contra el antígeno microbiano provoca a continuación una reacción cruzada con autoantígenos y la aparición de procesos autoinmunitarios; una vez activados estos procesos, la respuesta autoinmunitaria llega a ser independiente de la exposición continua al desencadenante ambiental y, en consecuencia, el proceso se autoperpetúa y se vuelve irreversible.
Otra teoría deja entrever que los microorganismos exponen autoantígenos al sistema inmunitario por medio del daño directo a los tejidos durante la infección activa. Este mecanismo ha recibido el nombre de "efecto transeúnte". Sigue pendiente de aclaración el fenómeno por el cual los patógenos imitan a los autoantígenos, liberan autoantígenos secuestrados o ambos fenómenos.
Recientemente, se ha propuesto que el aumento de la higiene y una falta de exposición a diversos microorganismos son responsables de la epidemia de enfermedades autoinmunitarias que se está experimentando desde los años sesenta-setenta. La esencia de la "hipótesis de la higiene" sostiene que la incidencia creciente de enfermedades de origen inmunitario (incluyendo las autoinmunitarias) se debe, al menos en parte, al estilo de vida y a los cambios ambientales que nos han hecho "demasiado limpios". Independientemente de si las enfermedades autoinmunitarias se deben a una exposición demasiado intensa o demasiado escasa a los microorganismos, actualmente se considera en general que la inmunidad adaptativa y el desequilibrio entre las respuestas de Th1, Th2, Th17 y linfocitos T reguladores, son elementos clave en el desarrollo de enfermedades autoinmunitarias.

### Teorías nuevas: permeabilidad intestinal aumentada

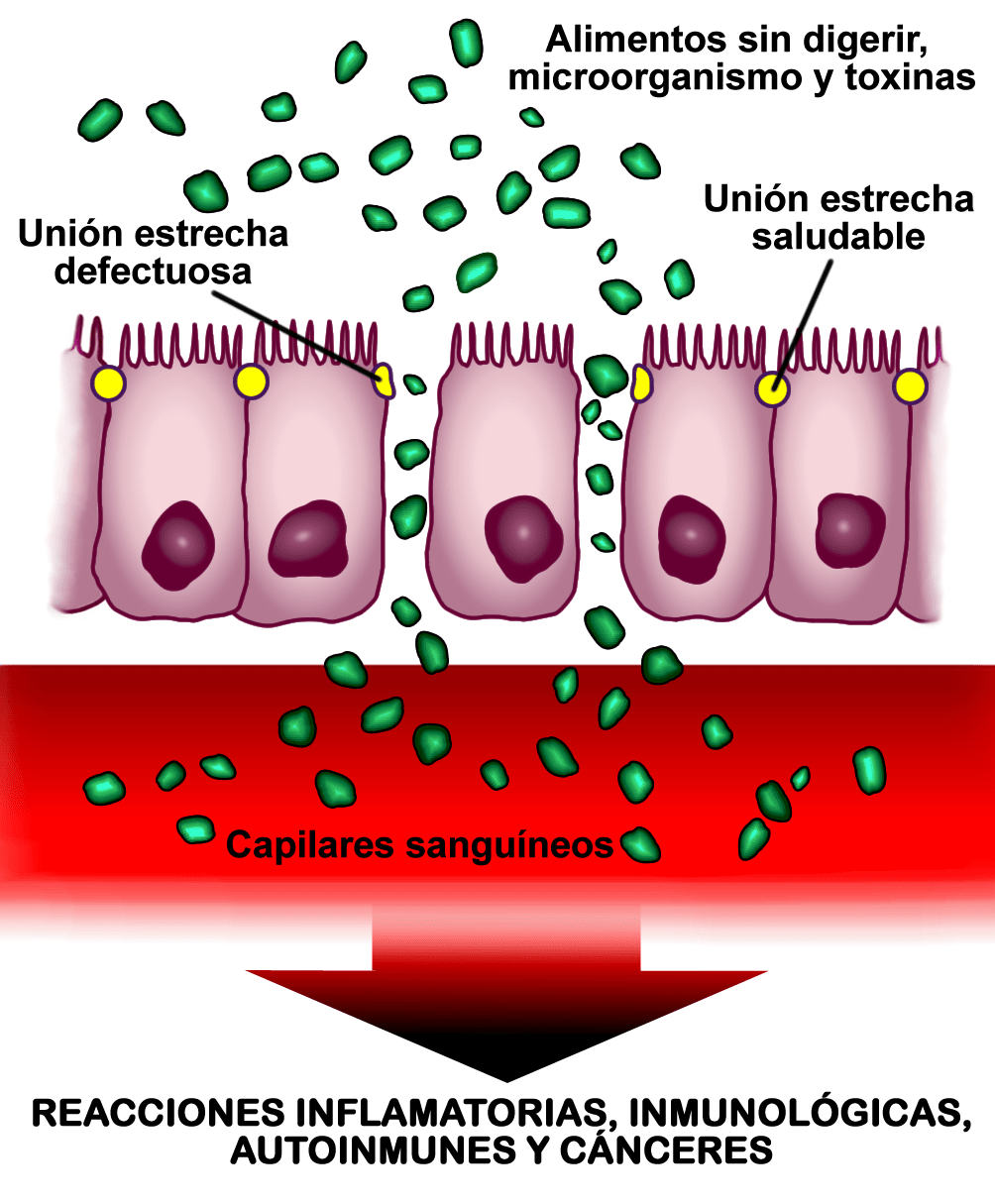
Esquema de la pared del intestino con permeabilidad aumentada. Los dos factores más potentes que la provocan son ciertas bacterias intestinales y la gliadina (principal fracción tóxica del gluten), independientemente de la predisposición genética, es decir, tanto en celíacos como en no celíacos. Esto permite el paso sin control de sustancias al torrente sanguíneo, con el consiguiente posible desarrollo de enfermedades autoinmunitarias, inflamatorias, infecciones, alergias o cánceres, tanto intestinales como en otros órganos.

La alteración de la permeabilidad intestinal está implicada en el desarrollo de un creciente número de enfermedades, entre ellas las enfermedades autoinmunitarias, en las que el aumento de la permeabilidad intestinal permite el paso de antígenos desde el intestino a la sangre, produciendo una respuesta inmunitaria que puede dirigirse contra cualquier órgano o tejido, en individuos predispuestos genéticamente.
En la mayoría de los casos, el aumento de la permeabilidad intestinal aparece antes que la enfermedad y provoca una anormalidad en la exposición al antígeno que desencadena el proceso multiorgánico causante del desarrollo de enfermedades autoinmunitarias.
Un denominador común de las enfermedades autoinmunitarias es la presencia de varios procesos preexistentes que provocan una respuesta autoinmunitaria. El primero consiste en una susceptibilidad genética del sistema inmunitario a reconocer, e interpretar de un modo potencialmente erróneo, un antígeno ambiental presentado dentro del tubo digestivo. En segundo lugar, debe haber una exposición al antígeno. Finalmente, el antígeno debe ser presentado al sistema inmunitario, tras su paso a través de la barrera intestinal, que normalmente es bloqueado cuando ésta funciona correctamente. El epitelio intestinal es la superficie mucosa más grande del organismo e interactúa con el entorno. Cuando la mucosa intestinal está sana, con la permeabilidad intacta, constituye la principal barrera para evitar el paso de macromoléculas (nutrientes incompletamente digeridos y ciertas bacterias intestinales). Cuando la permeabilidad intestinal está dañada (aumentada), la barrera intestinal pierde su función protectora y pasan al torrente sanguíneo moléculas que no deberían pasar, provocando la aparición de reacciones inmunitarias.
Otro factor crítico para la capacidad de respuesta inmunológica intestinal es el complejo mayor de histocompatibilidad. Los genes HLA de clases I y II codifican para glicoproteínas que enlazan péptidos y este complejo HLA-péptido es reconocido por ciertos receptores de linfocitos T en la mucosa intestinal. La susceptibilidad a desarrollar al menos 50 enfermedades se ha asociado con alelos específicos HLA de clase I o II.
Los dos factores más potentes que provocan aumento de la permeabilidad intestinal son ciertas bacterias intestinales y la gliadina (principal fracción tóxica del gluten), independientemente de la predisposición genética, es decir, tanto en celíacos como en no celíacos. Otras posibles causas son la prematuridad, la exposición a la radiación y la quimioterapia.
La siguiente hipótesis resume los tres puntos clave que explican la patogénesis de las enfermedades autoinmunitarias:
1. Las enfermedades autoinmunitarias implican una comunicación errónea entre la inmunidad innata y la inmunidad adquirida.
2. Los efectos de imitación molecular o transeúntes no pueden explicar por sí solos los complejos mecanismos que participan en la aparición de las enfermedades autoinmunitarias. Más bien, para perpetuar el proceso de la enfermedad, parece necesaria la estimulación continua por medio de antígenos no propios (desencadenantes ambientales). Esto implica que la respuesta autoinmunitaria pueda ser en teoría detenida y posiblemente invertida, si se elimina el desencadenante o desencadenantes ambientales.
3. Además de una predisposición genética y la exposición al factor ambiental desencadenante, el tercer elemento clave necesario para desarrollar la autoinmunidad es la pérdida de la función protectora de las barreras mucosas, principalmente la barrera intestinal y la mucosa pulmonar, que crean una superficie de interacción con el entorno.

## Pronóstico
Las nuevas teorías sobre las causas que provocan el desarrollo de enfermedades autoinmunitarias implican que después de que ha sido activado el proceso autoinmunitario, este no se perpetúa a sí mismo, sino que puede ser modulado, o incluso frenado, evitando la interacción continua entre los genes y el entorno a través de la eliminación del factor o los factores ambientales desencadenantes.
Existe también una correlación entre el surgimiento de la medicina moderna con el aumento de las enfermedades autoinmunitarias, ya que en el pasado era escasa la presencia de este tipo de enfermedades. Sin embargo, esto no implica causalidad.